# Anartia chrysopelea
Espèce
Anartia chrysopelea est un insecte lépidoptère appartenant à la famille des Nymphalidae à la sous-famille des Nymphalinae et au genre Anartia.

## Dénomination
Le nom d' Anartia chrysopelea lui a été donné par Hübner en 1831.
Synonymes : Anartia lytrea eurytis Fruhstorfer, 1907.

### Noms vernaculaires
Anartia chrysopelea se nomme Cuban Peacock ou Caribbean Peacock en anglais.

## Description
Anartia chrysopelea est un grand papillon marron doré avec une bande blanche qui barre les ailes antérieures et un triangle blanc au centre des postérieures. Un ocelle orange centré de noir est sur chacune des quatre ailes placée postérieurement aux marques blanches.

## Biologie

### Période de vol et hivernation
Il vole de janvier à septembre à Cuba.

### Plantes hôtes
La plante hôte de sa chenille est un Lippia.

## Écologie et distribution
Il est présent à Cuba. Quelques spécimens ont été trouvés en Floride.

### Biotope
Il réside dans les zones de maquis.

### Protection
Pas de statut de protection particulier.